# Reflections (album Sufjan Stevens)
Reflections è una colonna sonora del balletto del 2023 di Timo Andres, Conor Hanick e Sufjan Stevens.

## Recensioni
Joseph Mastel di Spill Magazine ha valutato questo album con il punteggio di 3,5 su cinque, scrivendo che "riesce a essere sia audace che creativa e spesso mostra l'impressionante estensione che il pianoforte può avere", ma anche criticando che "non è così affascinante o spettacolare come alcuni dei vecchi album di Stevens". Una breve panoramica dei migliori eventi e media della settimana da The Guardian ha incluso questo album tra i quattro consigliati ai lettori. Una breve rassegna della nuova musica per The New Zealand Herald di Peter Baker include la raccomandazione che "le performance sono vibranti e accattivanti mentre si intrecciano in modo impressionante attraverso queste composizioni tecnicamente impegnative". In All Songs Considered di NPR, i presentatori hanno scelto questo album come uno dei migliori della settimana.

## Tracce
1. Ekstasis – 3:04
2. Revanche – 5:20
3. Euphoros – 3:15
4. Mnemosyne – 3:28
5. Rodinia – 5:52
6. Reflexion – 2:58
7. And I Shall Come to You Like a Stormtrooper in Drag Serving Imperial Realness – 6:34